# Naoe Kagetsuna
Naoe Kagetsuna (直江景綱, 1509-24 mars 1577) est un samouraï au service du clan Uesugi à l'époque Sengoku.
Kagetsuna sert de confident très proche de Uesugi Kenshin. Dans les affaires intérieures et extérieures, Kagetsuna laisse sa marque sur le régime de Kenshin. Il est chargé de la distribution et de la défense des approvisionnements et des renforts sur le champ de bataille au cours de l'expédition dans la région de Kantō.
Il combat au côté des Uesugi lors de la bataille de Kawanakajima. Il fait partie des vingt-huit généraux des Uesugi.
Sa fille veuve, dame Osen (お船の方) épouse Naoe Kanetsugu.

## Source de la traduction
- (en) Cet article est partiellement ou en totalité issu de l’article de Wikipédia en anglais intitulé « Naoe Kagetsuna » (voir la liste des auteurs).